# Grądy (Sierpc)
Pour les articles homonymes, voir Grądy.
Grądy (prononciation : [ˈɡrɔndɨ]) est un village polonais de la gmina de Szczutowo, dans le powiat de Sierpc de la voïvodie de Mazovie, dans le centre-est de la Pologne.
Il se situe à environ 8 kilomètres à l'ouest de Szczutowo (siège de la gmina), 15 kilomètres à l'ouest de Sierpc (siège de le powiat) et à 131 kilomètres au nord-ouest de Varsovie (capitale de la Pologne).

## Histoire
De 1975 à 1998, le village appartenait administrativement à la voïvodie de Płock.

Depuis 1999, il appartient administrativement à la voïvodie de Mazovie